# Lembas
I J.R.R. Tolkiens Midgård är lembas en typ av bröd som bakas av alverna. Det är mycket näringsrikt och mättande, och håller sig färskt i månader.
Lembas är brunt på utsidan och cremefärgat på insidan. Bara alver och speciellt utvalda kan baka lembas. I Sagan om ringen gav Galadriel lembas som gåva till ringens brödraskap när de lämnade Lórien. Enligt Silmarillion lärde sig Galadriel själv att baka lembas för många tusen år sedan av maian Melian när hon bodde i Doriath skogar (gråalvernas rike i Beleriand, med Thingol och Melian som kungaparet).